# Cee-Roo
Cee-Roo, nom de scène de Cyril Käppelli, est un disc jockey et producteur de clips suisse, né en 1989 à Bienne.

## Biographie
Cyril Käppelli naît en 1989 à Bienne, dans le canton de Berne. 
Il grandit à Bienne. Après le gymnase français de Bienne de 2004 à 2007, il fait une formation de graphiste et de vidéaste à l’École de multimédia et d'art de Fribourg de 2007 à 2010.

## Parcours artistique
Son nom de scène, Cee-Roo, est une américanisation de son surnom au civil, Cyrou. Le personnage qu'il incarne sous cette identité porte toujours des lunettes noires et un bonnet à pompon. Il cite en 2015 comme influence pour sa musique : MC Solaar, Patrice et James Brown.
Il est l'auteur des clips « World Music » à partir de 2015, une rétrospective des événements du mois ou de l'année, pour les émissions 26, 52 et 120 minutes diffusées sur RTS Un,, pour lesquelles il réalise également les effets spéciaux. Ses productions se terminent toujours sur « une note d'espoir ».
Il est le lauréat en 2017 de la bourse de Bruxelles du Conseil du Jura bernois, qui lui permet de séjourner six mois à Bruxelles pour réaliser un spectacle inspiré de ses clips World Music et diffusé dans six salles de cinéma de Suisse romande. Pendant le confinement de 2020 lors de la pandémie de COVID-19, il produit une vidéo « tournée [...] au moyen d'un drone, avec quatre musiciens et une chanteuse sur cinq toits » à Bienne.
En 2024, il réalise un film sur la maternité, issu d'un projet lancé par Médecins sans frontières, qui plonge les spectateurs « dans la tête et le corps de 26 femmes enceintes à travers le monde »,.

## Albums
- 2013 : Memories[15] [écouter en ligne]
- 2017 : River[7][écouter en ligne]